# Macrobiotus liviae
Macrobiotus liviae är en djurart som tillhör fylumet trögkrypare, och som beskrevs av Giuseppe Ramazzotti 1962. Macrobiotus liviae ingår i släktet Macrobiotus och familjen Macrobiotidae. Inga underarter finns listade i Catalogue of Life.